# Hérésie trilingue

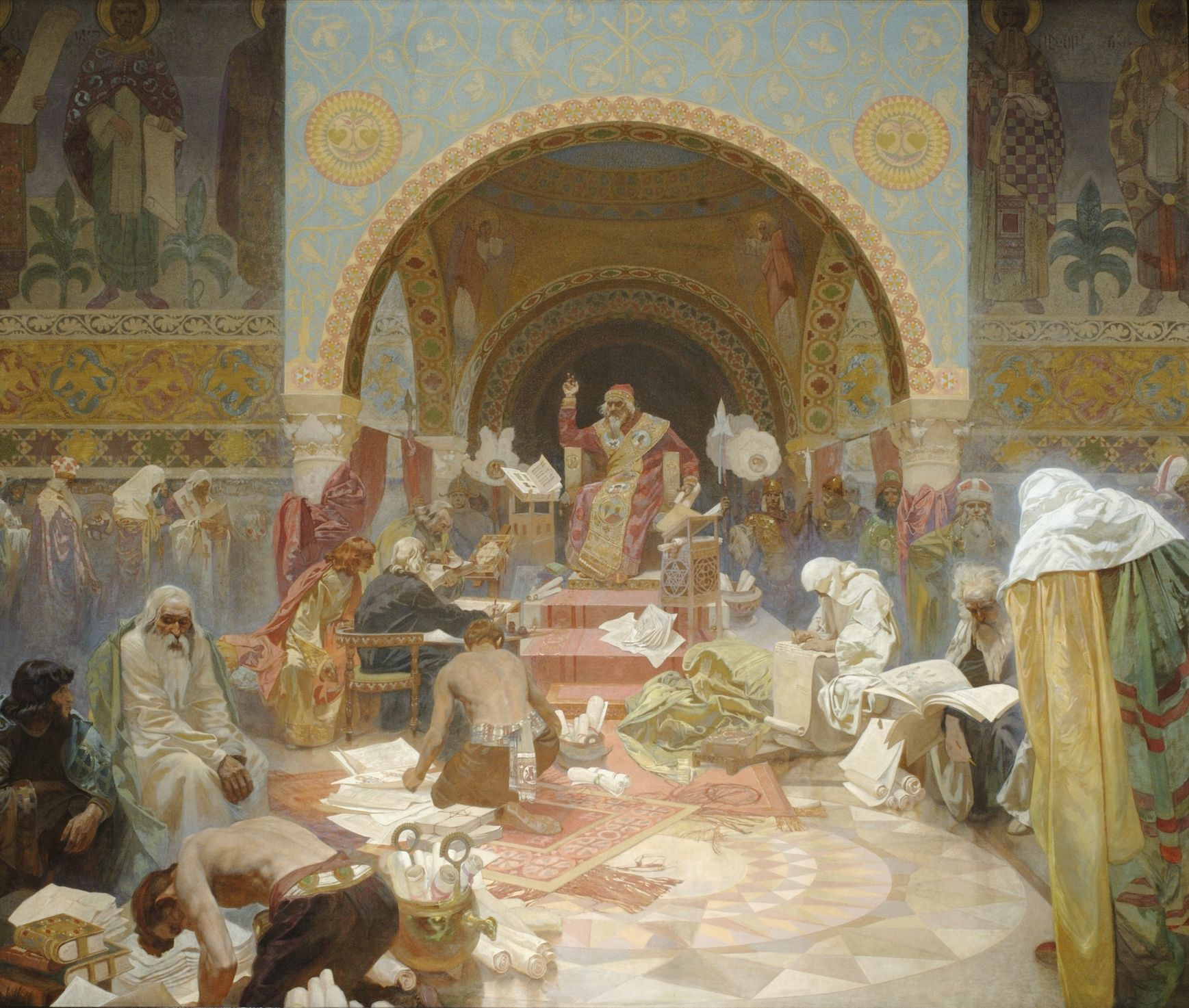
Siméon le Grand a fait ses études à l'Université de Constantinople.

L'hérésie trilingue (en latin, tres linguae sacrae) est l'affirmation selon laquelle il n'est permis de louer Dieu qu'en hébreu, grec et latin (Titulus Crucis).

## Description
Elle est mentionnée dans la vie de Cyrille et Méthode à propos de leurs traductions de textes liturgiques sur lesquels se sont fondées les églises slaves. Les partisans de cette hérésie ont été vaincus par Cyrille le Philosophe dans un différend théologique sur la place Saint-Marc à Venise. La première traduction des Écritures dans une autre de ces langues a été bénie par le pape Nicolas Ier, après le déplacement à Rome des reliques du pape Clément.
L'œuvre de Cyrille et Méthode a été sauvée par leurs disciples grâce aux souverains bulgares Boris Ier et Siméon le Grand, alors que l'époque du Xe siècle est connue comme l'âge d’or de la culture bulgare. 
La réfutation de cette hérésie a lieu à l'école littéraire de Preslav, et l'œuvre de Cyrille et Méthode a été non seulement préservée mais encore élargie grâce à des centres littéraires tels que le monastère de Ravna (it). Cyrille s'adresse rhétoriquement aux hérétiques, en leur rappelant les paroles transmises par l'évangéliste Marc aux scribes et aux pharisiens :

« Dieu n'envoie-t-il pas la pluie également pour tout le monde ? De plus, le soleil ne brille-t-il pas pour tous ? Et ne respirons-nous pas tout l'air également ? Et comment n'avez-vous pas honte de n'admettre que trois langues et d'ordonner que toutes les autres nations et tribus soient aveugles et sourdes ? Expliquez-moi, pensez-vous que Dieu est impuissant pour qu'il ne puisse pas donner (tout cela) ou qu'il soit jaloux et ne veuille pas ? »

Le 31 décembre 1980, à la veille du jour de l'An, le pape Jean-Paul II a proclamé saint Cyrille et Méthode saints patrons de l'Europe avec saint Benoît. 